# López (banda)
López (usualmente estilizado todo en mayúsculas) es una banda chilena de pop  rock oriunda de Santiago y fundada en 2014 por los hermanos Álvaro y Gonzalo López, ambos integrantes de Los Bunkers.
Se caracteriza por su marcado estilo de rock contemporáneo, junto a un formato pop más actual, con grandes influencias en la música electrónica y el bolero.

## Historia

### 2014-2015: Antecedentes y formación
En marzo de 2014 Los Bunkers se separaron, y en septiembre de ese año, los hermanos Álvaro y Gonzalo López —vocalista y bajista del grupo respectivamente— regresaron a Santiago de Chile después de cinco años en México. Ahí se presentaron por primera vez como duo en el álbum y concierto homenaje a Gustavo Cerati Te veré volver, con la canción «Corazón delator», a finales del mismo año.
Durante este periodo, Álvaro compuso las primeras maquetas de lo que sería el primer trabajo del grupo. En noviembre de 2014, Álvaro y Gonzalo grabaron sus primeras canciones junto al baterista Diego Fuchslocher y el tecladista Martín Benavides en estudios CHT, del productor Chalo González. Al mes siguiente, los hermanos presentaron el cuarteto bajo el nombre de López, «en mayúscula y sin un artículo que lo anteceda».

### 2015-2017: Debut yLópez vol. 1
En enero de 2015, se anunció la participación de López en el Lollapalooza Chile de ese año y, pese a anunciar su primer sencillo para ese mismo mes, finalmente publicaron «Me voy» el 13 de marzo, un día antes de su presentación en Lollapalooza. Cinco días antes debutaron en la primera edición de Rock en Conce.
El 21 de julio estrenaron su segundo sencillo «Lo que pudo ser», compuesto por Álvaro en colaboración con Martina Lecaros, y en agosto su videoclip, con la actuación del exboxeador Martín Vargas.
Su primer trabajo López Vol 1. daría a luz en 2016. También han sido parte de eventos como Lollapalooza Chile 2017,  y La Cumbre del Rock Chileno 2017 y 2018.

### 2019-presente: Actividad esporádica
En marzo de 2021, Álvaro estimó el lanzamiento de su primer álbum de estudio para 2022, declarando también tener «canciones para tres discos más».

## Miembros
Miembros actuales
- Álvaro López –  Voz, guitarra (2015–presente)
- Gonzalo López –  Bajo (2015–presente)
- Jorge Chehade –  Guitarra (2016–presente)
- Eduardo Quiroz –  Batería (2017–presente)

Antiguos miembros
- Martín Benavides – Teclados (2015–2017)
- Diego Fuschlocher –  Batería (2015–2017)

## Discografía
EPs
- 2016: López vol. 1

Sencillos
- 2015: «Me voy»
- 2015: «Lo que pudo ser»
- 2016: «Tanto di»